# 盧坤
盧坤（ノ・ゴン、朝鮮語: 노곤、生没年不詳）は、朝鮮氏族の安康盧氏の始祖である。
父親は、中国唐の翰林学士を務めていた時に新羅に派遣された盧穂である。その盧穂の6男として生まれ、高麗時代に安康伯に封ぜられた。